# Acanthotrochus mirabilis
Acanthotrochus mirabilis is een zeekomkommer uit de familie Myriotrochidae.
De wetenschappelijke naam van de soort werd in 1881 gepubliceerd door Daniel Cornelius Danielssen & Johan Koren.